# 張修府
張修府（1822年—1880年），字允六，一字東墅，江蘇省嘉定縣南翔（今屬上海市）人。清朝政治人物，同進士出身。官至湖南永州知府。

## 生平
張修府為道光二十六年（1846年）丙午科舉人，道光二十七年（1847年）聯捷張之萬榜三甲進士。改庶吉士，散館授翰林院檢討。咸豐三年（1853年）假歸。正逢小刀會起事占據上海，修府經巡撫吉爾杭阿奏請朝廷，留辦本籍團練。官軍克服上海之後，論功賞戴花翎，以知府用，補湖南岳州缺，因父喪未能就職。張芾督辦皖南軍務，征召其赴軍效力。守喪結束後，代理長沙知府，補永順府知府，任內政績卓著。又調署長沙，請假養病，不久又因母喪停職守喪，之後署任永州府知府。光緒六年（1880年）卒，年五十九歲。光緒《嘉定縣志》有傳。

## 著作
張修府工詩文，好山水，著有《小瑯環園詩錄》。近人徐世昌所編之《晚晴簃詩彙》卷145收錄其詩四首。